# Korana (fiume)
Il Korana è un fiume della Croazia centrale e della Bosnia ed Erzegovina occidentale. Il fiume ha una lunghezza totale di 138,6 km e un bacino idrografico di 2301,5 km².
Il nome del fiume deriva dalla radice proto-indoeuropea *karr-, "roccia".  Lo troviamo citato nel XIII secolo come Coranna e Corona.
Il Korana sorge nella parte orientale della Lika e crea i laghi di Plitvice, patrimonio mondiale dell'UNESCO. A valle dei laghi di Plitvice, il fiume Korana segna il confine, per una lunghezza di 25 chilometri, tra la Croazia e la Bosnia ed Erzegovina vicino a Cazin. Da lì scorre verso nord attraverso la Croazia, dove raggiunge infine il fiume Kupa a Karlovac.
Le sue acque sono ricche di carbonato di calcio e carbonato di magnesio, provenienti dalla dissoluzione delle rocce carbonatiche costituenti la litologia del sito.
Questi sali vengono fatti precipitare dalla vegetazione, formando così degli strati di travertino che nei pressi di Plitvice danno luogo a sbarramenti naturali al deflusso dell'acqua, formando una serie di laghi.
I principali affluente sono il fiume Slunjčica che sfocia nel Korana presso Rastoke / Slunj e il fiume Mrežnica con la confluenza a Karlovac.
Nel Korana vi è una grande varietà di molluschi appartenenti a 33 specie.